# Pillar Valley
Pillar Valley är en ort i Australien. Den ligger i kommunen Clarence Valley och delstaten New South Wales, i den sydöstra delen av landet, omkring 490 kilometer norr om delstatshuvudstaden Sydney. Orten hade 352 invånare år 2021.
Närmaste större samhälle är South Grafton, omkring 19 kilometer väster om Pillar Valley.